# Mykolas Alekna
Mykolas Alekna (født 28. september 2002) er en litauisk diskoskaster.
Han er søn af den to gange olympiske guldvinder i diskos, Virgilijus Alekna.